# Tüscherz-Alfermée

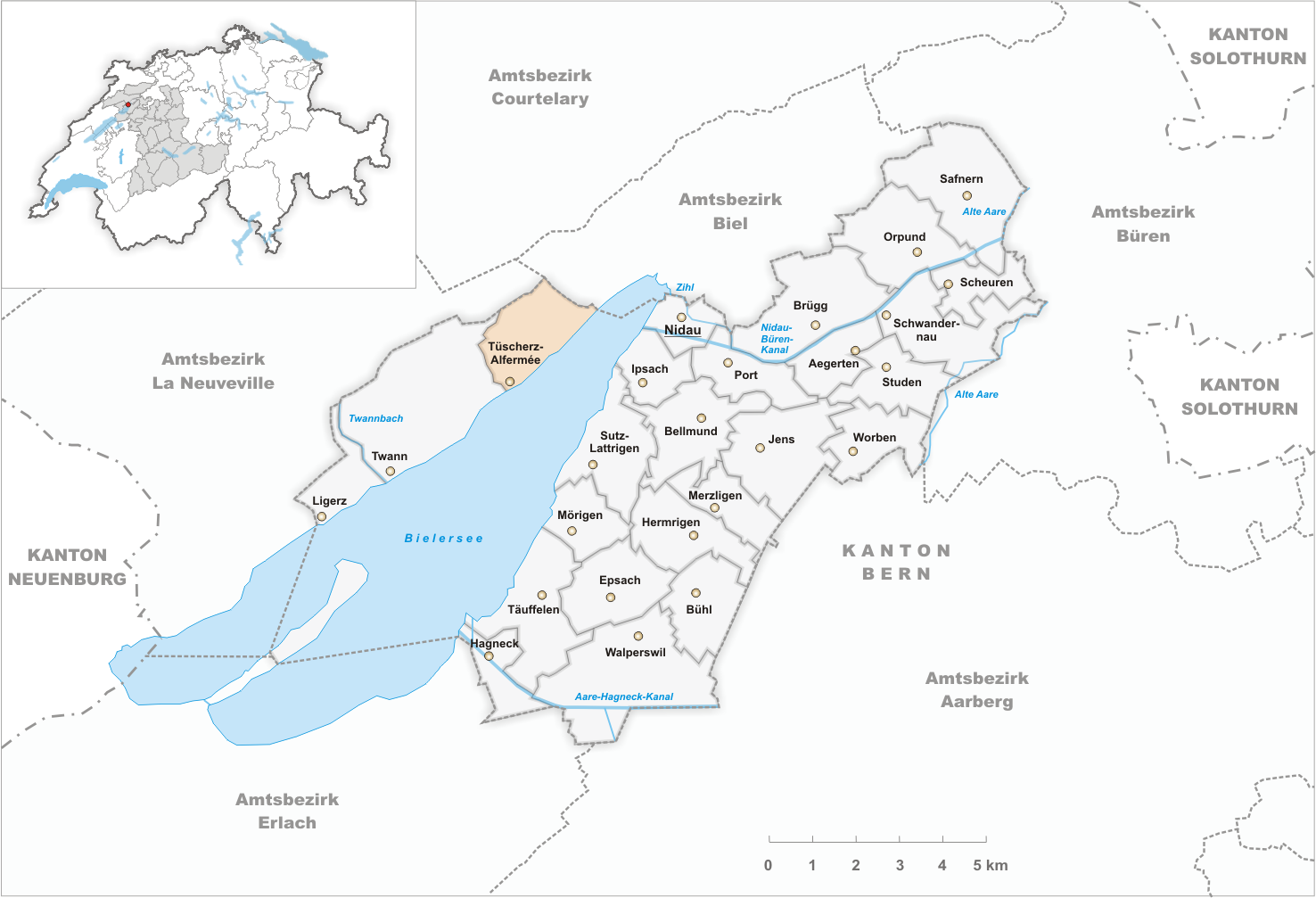
Gemeindestand vor der Fusion am 1. Januar 2010

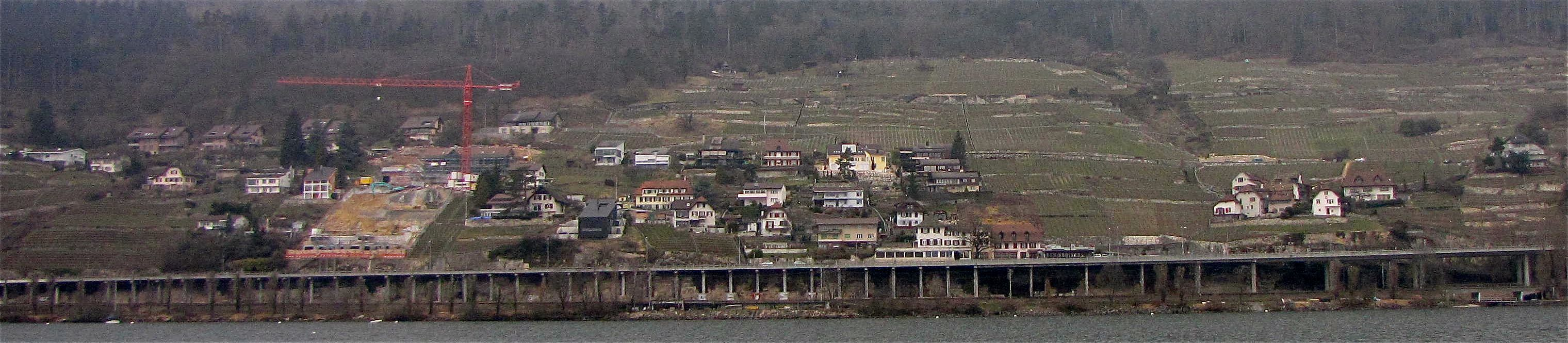
Das Dorf Alfermée am Bielersee (Schweiz), rechts der alte Dorfkern, links die neuere Einfamilienhaussiedlung

Tüscherz-Alfermée (französisch Daucher-Alfermée oder Dauché-Alfermée) ist eine Ortschaft in der Gemeinde Twann-Tüscherz im Schweizer Kanton Bern.
Bis zum 31. Dezember 2009 war Tüscherz-Alfermée eine eigene Einwohnergemeinde. Am 1. Januar 2010 fusionierte sie zusammen mit der Gemeinde Twann zur neuen Gemeinde Twann-Tüscherz.
Unter dem Namen Tüscherz-Alfermée existieren noch eine evangelisch-reformierte Kirchgemeinde (zusammen mit Twann) und eine Burgergemeinde. Tüscherz-Alfermée ist zu 87,2 % deutschsprachig, 9,5 % der Bevölkerung sind französischsprachig.

## Geographie
Tüscherz-Alfermée liegt im Berner Seeland am Nordufer des Bielersees. Die Nachbargemeinden von Norden beginnend im Uhrzeigersinn sind Evilard, Biel/Bienne und Plateau de Diesse.

## Verkehr
Das Dorf besitzt einen Bahnhof an der Strecke Biel–Neuenburg der SBB. Hier ereignete sich am 2. Oktober 1942 ein Frontalzusammenstoss zwischen einem Personen- und einem Güterzug, weil der Lokomotivführer ein «Halt» zeigendes Signal verschlafen hatte. 11 Menschen starben.
Zudem besteht eine Schiffslandestelle für die Schiffe der BSG.

## Sehenswürdigkeiten
Siehe: Liste der Kulturgüter in Twann-Tüscherz